# M.I.A.
Mathangi (Maya) Arulpragasam (Hounslow, Verenigd Koninkrijk, 18 juli 1975) is een Sri Lankaans-Brits zangeres, rapper, songwriter, muziekproducent en beeldend kunstenares, van Sri Lankaanse Tamil-afkomst. Ze is het bekendst onder haar artiestennaam M.I.A., wat staat voor "Missing in Acton" en "Missing in Action". Haar muziekstijl bevat elementen van grime, hiphop, reggae, dancehall, electro en baile funk.

## Biografie

### Jeugd
Als dochter van de Tamil-activist en voorheen -militant Arul Pragasam werd ze geboren in Hounslow, Londen. Toen ze zes maanden oud was ging haar familie terug naar Sri Lanka. Gemotiveerd om zich aan te sluiten bij de Tamiltijgers werd haar vader politiek bekend onder de naam "Arular" en was medestichter van de EROS, een militante Tamil-groepering.

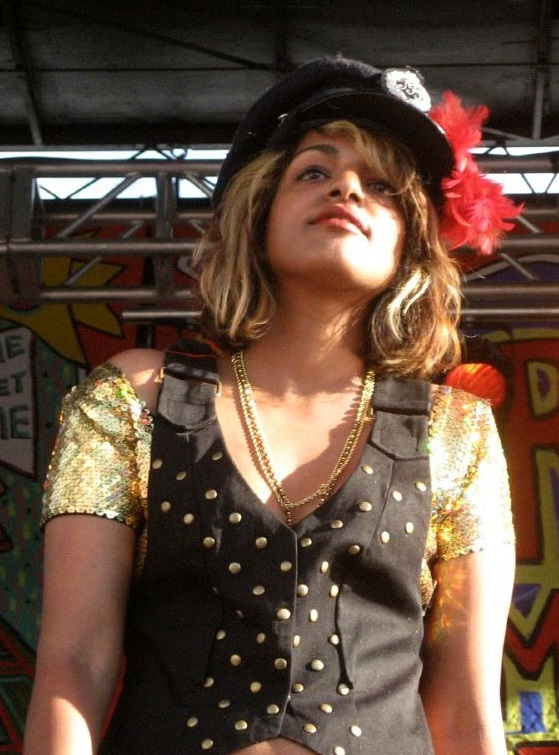
M.I.A. op het Siren Music Festival in juli 2007

Tijdens haar verblijf in Sri Lanka leefde Maya bij haar grootouders. Na een jaar, toen haar vaders aandeel in militante activiteiten toenam, verhuisde ze samen met haar oudere zus en haar moeder naar Jaffna in het uiterste noorden van het eiland. Volgens haar was het contact met haar vader zeer beperkt omdat hij zich moest schuilhouden voor het Sri Lankaanse leger. Uiteindelijk, nadat de burgeroorlog verder escaleerde, werd het te gevaarlijk in Sri Lanka voor haar en haar familie en moesten ze vluchten naar Chennai in de Indiase staat Tamil Nadu, waar ze in een verwaarloosd huis gingen wonen. In verband met meerdere problemen waren ze echter genoodzaakt om terug te gaan naar Sri Lanka, waar ze weer in Jaffna gingen wonen.
Op dat moment had het etnische conflict in Sri Lanka een hoogtepunt bereikt en de familie probeerde nogmaals het land te ontvluchten, wat na meerdere mislukte pogingen lukte. Ze kwamen eerst in India terecht, waarna ze teruggingen naar de geboorteplaats van Maya. Hier werden ze opgenomen als vluchtelingen.
De toen elfjarige Maya en haar moeder, broer en zus kwamen in Mitcham in Zuid-Londen te wonen, alwaar ze Engels begon te leren. Hier kwam Maya voor het eerst in aanraking met de westerse radio en haar affiniteit met hip-rap en rap ontstond vanaf dat moment. Artiesten zoals Public Enemy, Big Daddy Kane, Roxanne Shante en N.W.A. waren enkele van haar vroege muzikale invloeden.

### Kunst en film
Arulpragasam ging later studeren aan London's Central Saint Martins College of Art and Design, waar ze schone kunsten, film en video heeft gestudeerd.
Haar eerste openbare expositie was in 2001 in de Euphoria Shop op het Londense Portobello Road. Het bestond uit snoepkleurige verfspuit- en stencil-afbeeldingen van symbolen uit de wereld van de Tamil-rebellenbewegingen. De expositie werd genomineerd voor de Alternative Turner Prize en er werd een monografisch boek van de collectie, met als titel M.I.A. uitgegeven.
Gedurende haar filmstudie was ze naar eigen zeggen geïnspireerd door Harmony Korine en Dogma 95, en nadat ze een filmscript had geschreven, werd ze benaderd door John Singleton om in Los Angeles aan een film te werken, wat ze afwees. Daarnaast liet ze al vroeg blijken geïnteresseerd te zijn in mode en textiel.

### Muziekcarrière

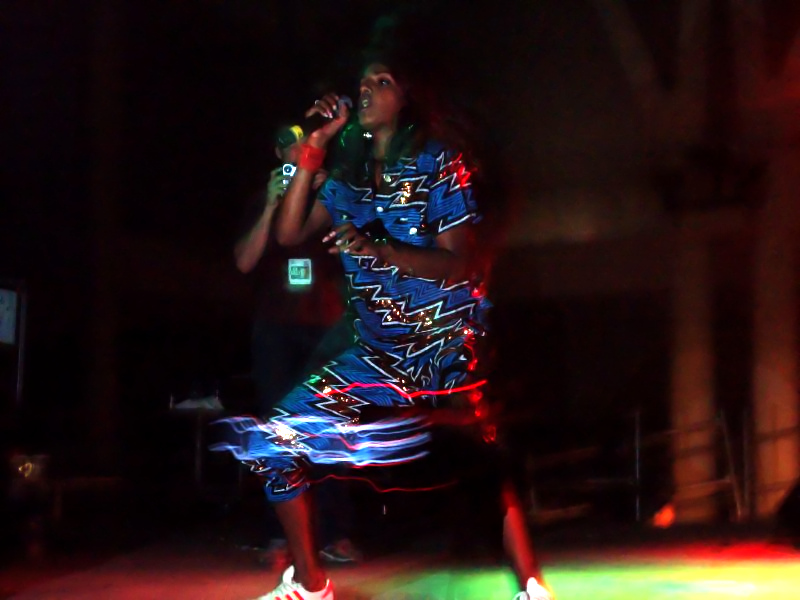
M.I.A. tijdens het Sónar-festival in Barcelona

Een opdracht voor de Britse band Elastica om het artwork en de hoes voor hun tweede album The Menace te verzorgen, leidde ertoe dat Arulpragasam de band volgde op hun Amerikaanse tournee, wat er uiteindelijk weer toe leidde dat ze de videoclip regisseerde voor de Elastica-single Mad Dog. Het voorprogramma tijdens de tour, de electroclashartiest Peaches, liet Arulpragasam kennismaken met de MC-505, een sequencer van Roland, en moedigde haar aan om te experimenteren met muziek.
Terug in Londen kwam ze in bezit van een MC-505 en met behulp van eenvoudige opnameapparatuur, nam Arulpragasam zes nummers op, waarvan ze een demo maakte, waarmee ze interesse wekte. De demo bevatte het eerste nummer dat ze had geschreven, M.I.A. en het tweede nummer dat ze had geschreven, Galang. De demo bereikte de producers Steve Mackey (Pulp) en Ross Orton, die het nummer Galang bewerkte. Het nummer werd in 2003 in een beperkte oplage als vinylsingle uitgebracht en werd populair onder DJ's. Het jaar daarop verspreidde het nummer zich door middel van filesharing snel over het internet, waardoor ze internationale bekendheid kreeg. Uiteindelijk zou ze een contract tekenen met XL Recordings, omdat dit het enige platenlabel was dat haar volledige artistieke vrijheid kon garanderen en zich tevens nabij haar huis bevond.
Galang werd opnieuw uitgebracht in 2004 en de videoclip van het nummer toonde M.I.A.'s haar eerdere graffitikunst. Haar volgende single was Sunshowers. De videoclip was gefilmd in de regenwouden van Zuid-India. MTV weigerde de clip te draaien in verband met de tekst "Like PLO, I don't surrendo", waarmee ze refereerde aan de Palestijnse Bevrijdingsorganisatie.
In december 2004 werd er, als een soort van voorproefje van haar debuutalbum, in samenwerking met dj Diplo, via het internet en tijdens liveconcerten, de mixtape Piracy Funds Terrorism, Volume 1 uitgebracht.
Op 22 maart 2005 werd Arular haar langverwachte debuutalbum uitgebracht. De titel verwijst naar de schuilnaam die haar vader bij de Tamil Tijgers gebruikte. Het album werd door de critici erg goed ontvangen. Met onderwerpen als identiteit, armoede, revolutie en oorlog, werd het album geprezen voor zijn originaliteit en esthetisch knip-en-plak-werk.
Het album werd mede geproduceerd en vrijwel geheel geschreven door M.I.A.. Het album herbergt een combinatie van verschillende muziekstijlen, experimenten met verschillende geluiden en teksten bestaande uit Tamil, Spaanse en Jamaicaanse straattaal. Ondanks dat er werd gesuggereerd dat het multiculturele karakter van het album het resultaat was van veel reizen, was het volgens M.I.A. grotendeels in haar Londense slaapkamer gemaakt.
In 2006 ging M.I.A. weer de studio in om haar tweede album op te nemen. In eerste instantie was het idee om het album samen met de Amerikaanse Timbaland te maken, maar rond april/mei werd haar het visum voor de Verenigde Staten geweigerd. De reden voor deze weigering is nooit volledig uitgelegd. In ieder geval werden daar door de plannen geweigerd en vertrok ze naar Chennai om afgezonderd aan haar album te gaan werken. Hierna reisde ze ook nog naar Liberia, Jamaica, Australië, Japan en in een later stadium alsnog naar de Verenigde Staten. Tijdens deze laatste reizen werkte ze samen met DJ Switch, die op het album naast M.I.A. als coproducent zou fungeren.
Eind november 2006 werd het nummer Bird Flu via iTunes uitgebracht en de videoclip daarvan kon later via haar website en YouTube-pagina bekeken worden. In juni 2007 kwam de eerste officiële single van haar nieuwe album uit, Boyz. Het nummer herbergt live beats die ze had opgenomen van zeer oude tempeldrums in een studio in Chennai.
Het album Kala, genoemd naar haar moeder kwam op 8 augustus 2007 uit. Ook dit album werd door de critici erg goed ontvangen. Het album herbergt samenwerkingen met Afrika Boy, The Wilcannia Mob en Timbaland, en wordt geproduceerd door M.I.A., Switch, Morganics, Diplo en Timbaland. De tweede single van het album, Jimmy kwam in oktober in het Verenigd Koninkrijk uit, nadat het in juli al in Japan was uitgekomen. Het nummer is deels een cover van Jimmy Jimmy Aaja uit de Bollywoodfilm Disco Dancer. Ondertussen was ze begonnen aan een tournee door Japan, Europa, de VS en Australië. Paper Planes, haar derde single van het album, werd haar eerste grote commerciële hit en haalde de top 5 in de Verenigde Staten.
In 2010 kwam haar derde album uit: Maya.
Op 9 september 2016 kwam haar vijfde studioalbum uit: AIM. Vooraf werd de single Borders uitgebracht op 27 november 2015. Op 14 oktober 2022 volgde haar zesde studioalbum, Mata.

## Discografie

### Albums
| Album met eventuele hitnotering(en) in de Nederlandse Album Top 100 | Datum van verschijnen | Datum van binnenkomst | Hoogste positie | Aantal weken | Opmerkingen |
| ------------------------------------------------------------------- | --------------------- | --------------------- | --------------- | ------------ | ----------- |
| Arular                                                              | 22-03-2005            | -                     |                 |              |             |
| Kala                                                                | 08-08-2007            | 25-08-2007            | 44              | 3            |             |
| Maya                                                                | 09-07-2010            | 17-07-2010            | 93              | 1            |             |
| Matangi                                                             | 01-11-2013            | ?                     | ?               | ?            |             |
| AIM                                                                 | 09-09-2016            | ?                     | ?               | ?            |             |

| Album met hitnotering(en) in de Vlaamse Ultratop 200 albums | Datum van verschijnen | Datum van binnenkomst | Hoogste positie | Aantal weken | Opmerkingen |
| ----------------------------------------------------------- | --------------------- | --------------------- | --------------- | ------------ | ----------- |
| Arular                                                      | 22-03-2005            | 21-05-2005            | 97              | 1            |             |
| Kala                                                        | 08-08-2007            | 01-09-2007            | 22              | 7            |             |
| Maya                                                        | 09-07-2010            | 17-07-2010            | 20              | 10           |             |
| Matangi                                                     | 01-11-2013            | ?                     | ?               | ?            |             |
| AIM                                                         | 09-09-2016            | ?                     | ?               | ?            |             |

### Singles
| Single met eventuele hitnotering(en) in de Nederlandse Top 40 | Datum van verschijnen | Datum van binnenkomst | Hoogste positie | Aantal weken | Opmerkingen                                            |
| ------------------------------------------------------------- | --------------------- | --------------------- | --------------- | ------------ | ------------------------------------------------------ |
| Paper planes                                                  | 11-02-2008            | 06-12-2008            | 28              | 3            | Nr. 57 in de Single Top 100                            |
| Give me all your luvin'                                       | 06-02-2012            | 18-02-2012            | 18              | 6            | met Madonna & Nicki Minaj / Nr. 2 in de Single Top 100 |

| Single met hitnotering(en) in de Vlaamse Ultratop 50 | Datum van verschijnen | Datum van binnenkomst | Hoogste positie | Aantal weken | Opmerkingen                                            |
| ---------------------------------------------------- | --------------------- | --------------------- | --------------- | ------------ | ------------------------------------------------------ |
| Paper planes                                         | 2008                  | 14-06-2008            | 18              | 10           |                                                        |
| XXXO                                                 | 2010                  | 17-07-2010            | tip7            | -            |                                                        |
| Give me all your luvin'                              | 2012                  | 11-02-2012            | 5               | 10           | met Madonna & Nicki Minaj / Nr. 7 in de Radio 2 Top 30 |
| Bad girls                                            | 2012                  | 11-02-2012            | tip38           | -            |                                                        |

### Mixtapes
- Piracy Funds Terrorism (2004)
- Vicki Leekx (2010)